# Калат-аль-Бахрейн
Ка́лат-аль-Бахре́йн, Ка́лъат-эль-Бахре́йн (араб. قلعة البحرين‎ — «крепость Бахрейна, крепость Двух Морей, крепость Двух Рек») — место археологических раскопок в Бахрейне, начатых датской экспедицией Джеффри Бибби в 1954 году. Представляет собой искусственный холм, который был образован последовательными культурными наслоениями приблизительно с 2300 до 1700 гг. до н. э., что говорит о постоянном человеческом присутствии на протяжении данного периода. 
Среди прочих наслоений — внушительная португальская крепость; под ней находится древняя крепость, ранее являвшаяся столицей Дильмуна и давшая название всему месту раскопок («ка́лъа(т)» — «крепость»). Сохранилось богатое археологическое наследие, которое характеризует данную цивилизацию, ранее известную лишь по упоминаниям в шумерских источниках. В 2005 году это место было включено в список Всемирного наследия ЮНЕСКО.
К настоящему моменту раскопано около 25 % объекта, были обнаружены сооружения различного назначения — жилые, торговые, общественные, военные и религиозные. Наличие этих сооружений подтвердило нахождение в данном месте крупного торгового порта.